# Паньшань (уезд)
Паньша́нь (кит. упр. 盘山, пиньинь Pánshān)) — уезд городского округа Паньцзинь провинции Ляонин (КНР). Название уезда взято от названия находившейся на это территории во времена империи Мин почтовой станции.

## История
Во времена империи Цин эти земли входили в состав уезда Гуаннин (广宁县). В 1907 году был образован Паньшаньский комиссариат (盘山厅). После Синьхайской революции в Китае была проведена реформа структуры административного деления, в ходе которой комиссариаты были ликвидированы, и в 1913 году Паньшаньский комиссариат был преобразован в уезд Паньшань провинции Фэнтянь (в 1929 году переименованной в провинцию Ляонин).
После образования КНР уезд в 1949 году вошёл в состав новой провинции Ляоси. В 1954 году провинции Ляоси и Ляодун были объединены в провинцию Ляонин, разбитую на «специальные районы», и уезд вошёл в состав Специального района Ляоян (辽阳专区).
В 1959 году южная часть уезда Паньшань была выделена в отдельное Паньцзиньское сельскохозяйственное управление (盘锦农垦局). В 1964 году уезд Паньшань и Сельскохозяйственное управление были объединены в Сельскохозяйственный район Паньцзинь (盘锦垦区), подчинённый напрямую Министерству освоения целины и залежных земель. В январе 1970 года он был разделён на районы Паньшань и Дава, а 15 июля 1970 года был передан в подчинение властям провинции Ляонин и преобразован в Округ Паньцзинь (盘锦地区). В ноябре 1975 года округ Паньцзинь был расформирован, а районы Паньшань и Дава, преобразованные в уезды, были переданы в подчинение властям Инкоу.
В 1984 году Госсоветом КНР было принято решение (вступившее в силу с 1 января 1985 года) о создании из входивших до этого в подчинение властям Инкоу уездов Паньшань и Дава городского округа Паньцзинь; при этом уезд Паньшань ликвидировался, а вместо него были образованы три района: Паньшань, Синлунтай и Пригородный район. В ноябре 1986 года Пригородный район был ликвидирован, а вместо него был вновь образован уезд Паньшань.

## Административное деление
Уезд Паньшань делится на 11 посёлков и 2 волости.

## Соседние административные единицы
Уезд Паньшань на юге граничит с районами Синлунтай и Шуантайцзы, а также уездом Дава, на востоке — с городским округом Аньшань, на севере и западе — с городским округом Цзиньчжоу.